# Schatzkammer Gang

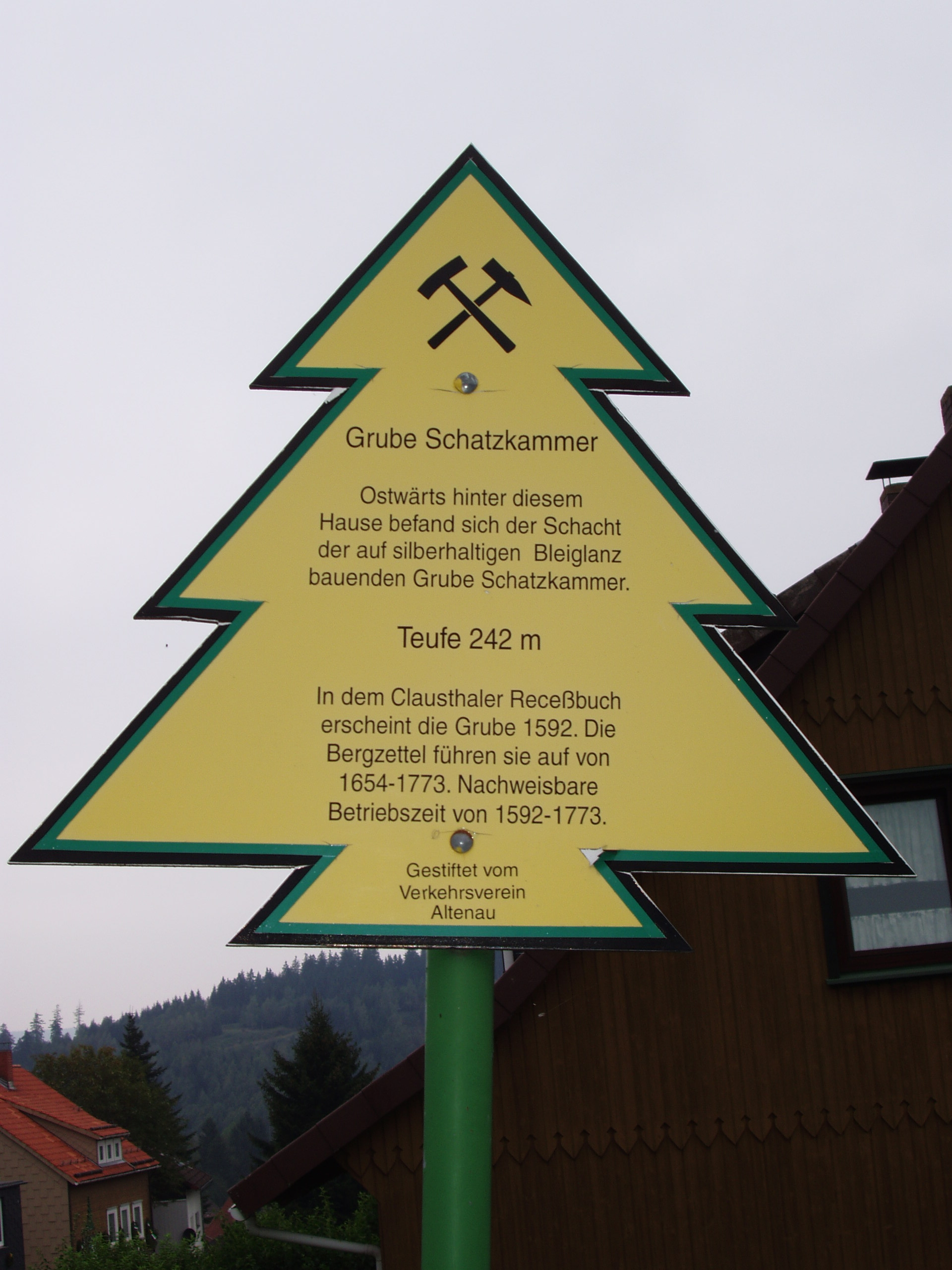
Dennert-Tanne am ehemaligen Schatzkammer-Schacht

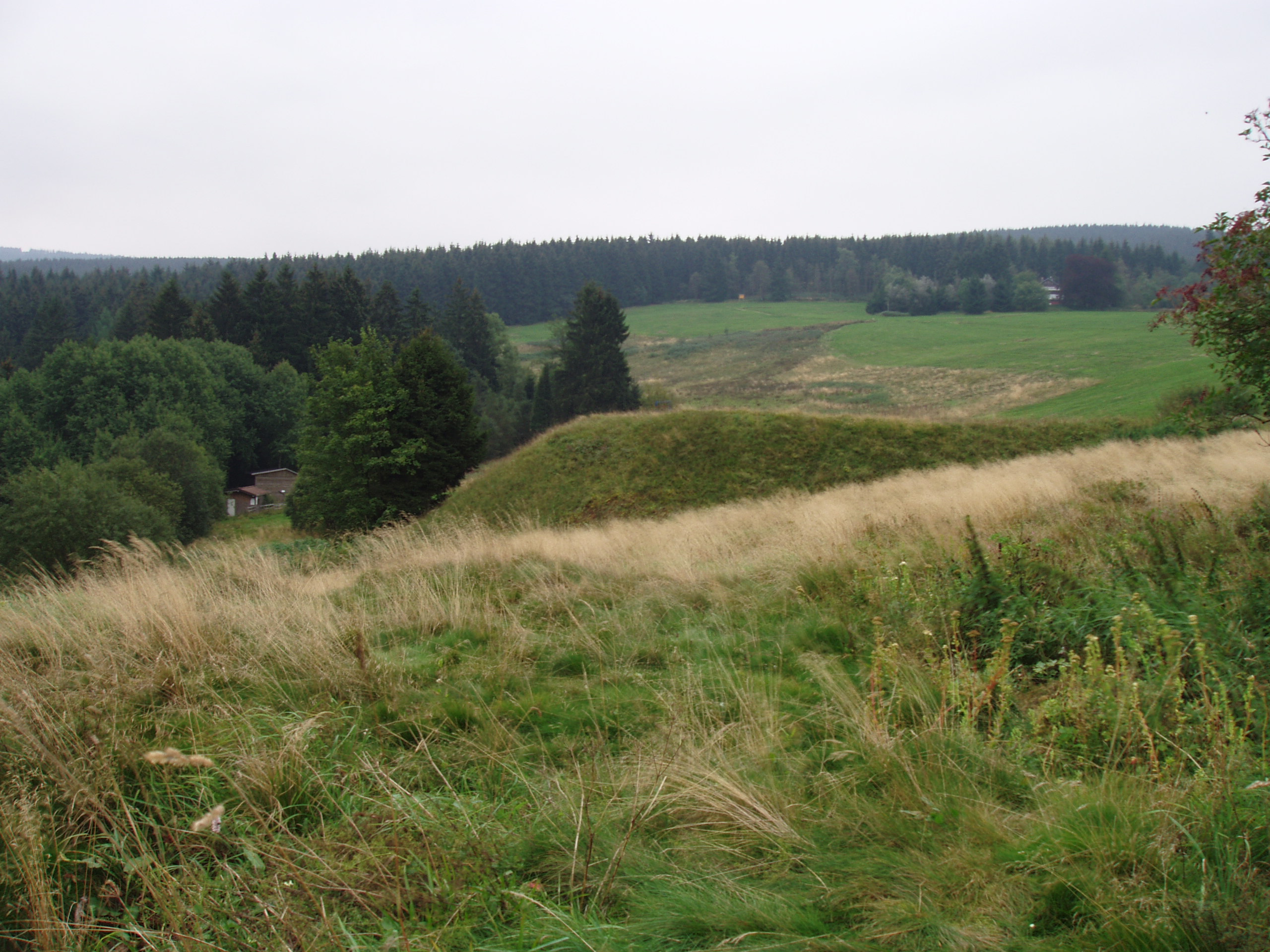
Halde der (Betriebszeit 1570 bis 1767) auf dem Schatzkammer Gang in Altenau

Der Schatzkammer Gang, benannt nach der gleichnamigen Grube, unterscheidet sich von allen anderen Oberharzer Erzgängen durch sein ungewöhnliches Nordnordwest-Südsüdost-Streichen. Die nur etwa 1.000 Meter lange Gangstörung war bis Ende des 18. Jahrhunderts Gegenstand eines Bergbaus auf silberhaltigen Bleiglanz und wesentliche Grundlage der Bergfreiheit von Altenau im Harz.

## Verlauf (projiziert auf die Tagesoberfläche)
Der Schatzkammer Gang wird im Norden durch den Schultaler Gangzug in der Altenauer Ortsmitte und im Süden durch den  Burgstätter Gangzug (Westlicher Abschnitt) begrenzt. Er verläuft unmittelbar unter dem Bett der Oker.

## Paragenese, Besonderheiten
Der Schatzkammer Gang verfügte über eine schwach ausgeprägte Galenit-Sphalerit-Vererzung mit geringem Silbergehalt. Calcit und Quarz bildeten die Gangarten.

## Aufschlüsse
Im Okerbachbett ist das gangparallele Nebengestein (Kulm-Kieselschiefer) erkennbar.

## Bergbaugeschichtlicher Überblick
Der Bergbau auf den Schatzkammer Gang wurde um 1540 aufgenommen. Die bedeutendsten Bergwerke waren die Gruben Schatzkammer, betrieben von 1570 bis 1773, Gnade Gottes, die Silberne Schreibfeder und Rose, betrieben von 1570 bis 1767. Die Rose und die Schatzkammer hatten eigene Schächte, die Gnade Gottes nutzte den Schatzkammerschacht. Seinen Höhepunkt hatte der Bergbau in der ersten Hälfte des 18. Jahrhunderts und wurde bereits 1797 komplett eingestellt. Das Revier wurde durch den 1.800 Meter langen Tiefen Schatzkammer-Stollen, Bauzeit 1739 bis 1750, gelöst.
Mit Wasser versorgt wurden die Gruben bis 1700 durch die im Revier fließende Große Oker, ab 1715 sorgte der Kleine Okerteich für eine konstante Wasserversorgung und ab 1740 wurden zusätzlich die Abfallwasser der Gruben des Lilierzuges durch einen Graben am Mühlenberg dem Kleinen Okerteich zugeführt.

## Grube Schatzkammer
Erster Bergbau auf der Grube Schatzkammer fand um 1530 statt, welcher jedoch nur kurzfristig war. Um 1570 gab es abermals Bergbauaktivitäten auf der Schatzkammer. Erste Bergzettel existieren ab September 1592 und führen die Grube bis 1606. Ab Dezember 1606 ist Christoph Sander neuer Betreiber der Grube und führt diese sechs Jahre lang. 1612 bietet er die Gruben Schatzkammer, Rose und goldene Schreibfeder dem Bergamt in Clausthal zum Kauf an, welches jedoch ablehnt. Erst 1619 mutet Christoph Lippert die Grube, da neue Lagerstätten in der Schatzkammer entdeckt werden.
1631 werden die Gruben in Altenau durch den Stadtrichter Claus Hensch betrieben, darunter auch die Schatzkammer. 1638 gehen die Altenauer Gruben in Allgemeinbesitz über, jedoch wird der Betrieb in der Schatzkammer bis 1645 eingestellt. Eine weitere Betriebsperiode war nur von kurzer Dauer, doch 1653 wurde die Schatzkammer neu aufgefahren. Der Ertrag stieg, so dass 1657 ein Pochwerk neben der Grube errichtet wurde. Zu dieser Zeit waren in den Bergbüchern folgende Gewerke vermerkt: Charlotte Kurfürstin zu Heidelberg, der Landgraf Wilhelm zu Hessen, die Landgräfin zu Hessen, die Äbtissin Elisabeth von Herford, Anna Magdalena von Spiegel, Christian von Oyenhausen, Wilhelm von Busch, sowie Otto Grote. Bis 1669 war die Schatzkammer in Betrieb, ehe sich das Erz abschnitt und man nur noch auf taubes Gestein stieß. In den folgenden Jahren sind nur unbedeutsame Untersuchungsarbeiten auf dem Schatzkammergang ausgeführt wurden.
Erst 1697 haben Richter und Rat der Bergstadt Altenau die mittlerweile teilweise eingestürzte Grube neu gemutet. Bis ins Jahr 1709 lag die Ausbeute bei einem Reichstaler pro Quartal. Diese konnte erst in den Betriebsjahren 1740 bis 1749 erreicht werden. 1762 wurde der Betrieb eingestellt, der Stollen aber samt Kunst- und Kehrrad offen gelassen, da diese noch für den Betrieb der Grube Gottes Gnade von Bedeutung war.

## Schatzkammerstollen
Um die Gruben Schatzkammer und Rose auf ihren Teufen von 30 Lachter unter Tage halten zu können, war es notwendig das anfallende Wasser über einen Wasserlösungsstollen abzuführen. Im Jahr 1733 regte der Geschworene Mühlhahn an, einen Stollen am Mühlenwehr anzusetzen, welcher in der Schatzkammer auf der Roser Strecke, etwa 20 Lachter unterhalb eines bisher genutzten Stollen einfahren sollte. Aufgrund von Finanzierungsproblemem stellte man das Projekt jedoch erst mal zurück. 1737 beschloss das Bergamt, auf Kosten der Gewerkschaft der Grube Rose die oberhalb des Rathauses liegende und mittlerweile verfallene Grube Lustgarten zu öffnen, um die Beschaffenheit des Ganges zu untersuchen. Aufgrund starken Wassereindringens von der Oker mussten die Versuche aufgegeben werden. Daher entschied man sich, den Stollen über eine Wasserkunst zu entwässern.
1740 wurde dem Schatzkammergang auf dem Gnade Gotteser Gang entgegengearbeitet. Zur Wetterhaltung wurden Lichtlöcher unter anderem am Kirchberg (mittleres Lichtloch) und bei der Brauerei (oberes Lichtloch) betrieben. Bemerkenswert beim dritten Lichtloch ist, das man den Anschluss an den auf- und abwärtsgehenden Stollenort suchen musste. Da man 1747 trotz Querschläge den Anschluss an den auf 19 Lachter Tiefe immer noch nicht erreicht hatte, ging man dazu über, die Orte neu zu vermessen, so dass man 1748 erst den Durchschlag zum 3. Lichtloch vollenden konnte. Der Gnade Gotteser Gang stößt mit einem Überbruch von 5 Lachtern auf den Kreuzgang des Schatzkammerstollen auf 13 Lachter.

## Grube Rose
Oberhalb der Schatzkammer hat bereits der Alte Mann um 1540 neben der Schatzkammer auch Bergbau auf der Rose auf 4 Lachter Tiefe betrieben. 1592 bis 1606 wird die Rose auf Bergzetteln erstmals geführt. Die Pinge der Rose wurde im 17. Jahrhundert auf 14 Lachter abgeteuft. Im Jahr 1717 war die Rose 20 Lachter tief. Da es jedoch zu Wassereinbrüchen kam, musste eine Kunst eingerichtet werden, welche 1718 fertig gestellt wurde. 1719 konnte bereits ein Gegenort zur Schatzkammer gestellt werden, so dass ein Jahr später der Durchbruch erfolgte. Der Schacht wurde dann auf 55 Lachter abgeteuft und ein Feldort in Richtung Süden angesetzt. Es wurden 255 Lachter im Tauben angesetzt und 1736 der Feldort eingestellt. 1723 versuchte man, einen Schleppschacht rund 11 Lachter unter der Roser Strecke zur Schatzkammer zu hauen, jedoch schlug dieses Vorhaben fehl.